# Paracynorta confluens
Genre
Espèce
Synonymes
- Cynorta confluens Chamberlin, 1925

Paracynorta confluens, unique représentant du genre Paracynorta, est une espèce d'opilions laniatores de la famille des Cosmetidae.

## Distribution
Cette espèce est endémique du Panama. Elle se rencontre vers l'île Barro Colorado et Santa Rosa.

## Description
La femelle syntype mesure 5 mm.
Le mâle décrit par Goodnight et Goodnight en 1942 mesure 4,1 mm et la femelle 5,0 mm.

## Systématique et taxinomie
Cette espèce a été décrite sous le protonyme Cynorta confluens par en . Elle est placée dans le genre Paracynorta par Goodnight et Goodnight en 1942.

## Publications originales
- Chamberlin, 1925 : « Diagnoses of new American Arachnida. » Bulletin of the Museum of Comparative Zoology, vol. 67, p. 211-248 (texte intégral).
- Goodnight & Goodnight, 1942 : « Phalangida from Barro Colorado Island, Canal Zone. » American Museum Novitates, no 1198, p. 1–18 (texte intégral).